# Lago Bow
El lago Bow es un pequeño lago al oeste de la provincia canadiense de Alberta. Se encuentra dentro del Parque Nacional Banff, en las Montañas Rocosas canadienses.
Está situado a una altitud de 1.920 m s. n. m., tiene una longitud de unos 3,2 km y una anchura de 1,2 km. El área total que ocupa es de 3,21 km² . En sus alrededores, se pueden encontrar: al norte, Bow Summitt; al oeste y al sur, la cordillera Waputik (desde el lago, se divisan el Campo de hielo Wapta, el glaciar Bow, el pico Bow, el monte Thompson, el glaciar Crowfoot y la montaña Crowfoot); y al este, el Paso Dolomite, el pico Dolomite y el pico Cirque.
El lago Bow es uno de los lagos que están situados a lo largo de la carretera de los campos de hielo, la "Icefields Parkway", que recorre el Parque Nacional Banff, así como el Parque Nacional Jasper, que se encuentra unido al primero y está al norte del mismo. El lago Bow quizá no es tan conocido como otros lagos de la zona, como el lago Louise o el lago Peyto, pero comparte con ellos muchas características, como el color de sus aguas y la cercanía de glaciares.
Es destacable que el lago Bow es el más cercano al nacimiento del río Bow. "Bow" quiere decir "arco" en inglés.